# 画面解像度
画面解像度（がめんかいぞうど、display resolution, screen resolution）は、慣用的にコンピュータ等のディスプレイに表示される総画素数を指す。
本来の「解像度」の言葉通り、画面の精細さを指すこともあるが、区別する場合は画素密度またはピクセル密度 (pixel density) と称される。
画素数を表す場合は「横×縦」や「横x縦」などの形（例えば1024×768, 1920×1080）で示され、密度を表す場合は「○ dpi」や「○ ppi」の形（例えば96 dpi, 600 ppi）で示される。

## 概要
| RGB 液晶（左）と有機EL（右）の例赤1個、緑1個、青1個の3つのサブピクセルで、1つのフルカラー正方形のユニットを構成し、1ユニットで1ピクセルとなる。  |  | RGB 液晶（左）と有機EL（右）の例赤1個、緑1個、青1個の3つのサブピクセルで、1つのフルカラー正方形のユニットを構成し、1ユニットで1ピクセルとなる。 |
| RGB 液晶（左）と有機EL（右）の例 赤1個、緑1個、青1個の3つのサブピクセルで、1つのフルカラー正方形のユニットを構成し、1ユニットで1ピクセルとなる。 |  | |

| RGBG , RGBW ペンタイル配列RGBGは、赤2個、緑4個、青2個、RGBWは、赤2個、緑2個、青2個、白2個のそれぞれ8つのサブピクセルで、1つのフルカラー正方形のユニットを構成するが、縦または横方向に2つのフルカラー長方形となることから、仕様上では1ユニットで2×2ピクセルとされる。  |  | RGBG , RGBW ペンタイル配列RGBGは、赤2個、緑4個、青2個、RGBWは、赤2個、緑2個、青2個、白2個のそれぞれ8つのサブピクセルで、1つのフルカラー正方形のユニットを構成するが、縦または横方向に2つのフルカラー長方形となることから、仕様上では1ユニットで2×2ピクセルとされる。 |  | RGBG , RGBW ペンタイル配列RGBGは、赤2個、緑4個、青2個、RGBWは、赤2個、緑2個、青2個、白2個のそれぞれ8つのサブピクセルで、1つのフルカラー正方形のユニットを構成するが、縦または横方向に2つのフルカラー長方形となることから、仕様上では1ユニットで2×2ピクセルとされる。 |
| RGBG , RGBW ペンタイル配列 RGBGは、赤2個、緑4個、青2個、RGBWは、赤2個、緑2個、青2個、白2個のそれぞれ8つのサブピクセルで、1つのフルカラー正方形のユニットを構成するが、縦または横方向に2つのフルカラー長方形となることから、仕様上では1ユニットで2×2ピクセルとされる。 |  | |  | |

| ブラウン管の蛍光体配列 アパーチャーグリル（左）とシャドーマスク（右）の例アパーチャグリルは液晶のRGB配列に近く、シャドーマスクはペンタイル配列に類似したサブピクセル構成。  |  | ブラウン管の蛍光体配列 アパーチャーグリル（左）とシャドーマスク（右）の例アパーチャグリルは液晶のRGB配列に近く、シャドーマスクはペンタイル配列に類似したサブピクセル構成。 |
| ブラウン管の蛍光体配列 アパーチャーグリル（左）とシャドーマスク（右）の例 アパーチャグリルは液晶のRGB配列に近く、シャドーマスクはペンタイル配列に類似したサブピクセル構成。 |  | |

### 画素と画素数
ドットマトリクス型の電子ディスプレイ（以下、ディスプレイ）では画素（ピクセル、pixel）と呼ばれる小さな点を縦横に並べ、それらの点を別々に制御することで画面を表示している。
現在、一般に使用されている液晶ディスプレイでは赤・緑・青の3つの副画素（サブピクセル）のそれぞれの輝度を制御することで多様な色を生み出しており、通常は副画素3つ合わせて1つの正方形画素になっている。例外として、シャープの『クアトロン』では赤・緑・青・黄の4色、ジャパンディスプレイの『WhiteMagic』では赤・緑・青・白の4色で正方形画素を構成している。
一般的には、ディスプレイ上で平面的に展開する画素の総数を、仕様における画面解像度としている。したがって、副画素の総数ではない。
ただし、一部の機種では、ベイヤー配列に似たペンタイル配列など、副画素の色と配置構成を変えることで実際よりも見掛け上の画素数を上げている場合があり、この場合正方形画素とはならないが、全体として正方画素と近似するように配置しているため、見掛け上の画素数を仕様における画面解像度としている。

### 画素密度（表示精細度）と長さの単位
通常は同一の表示サイズで比較する場合、画素数が多いほど細やかで綺麗な表示が可能となる。つまり、表示画面上の長さ当たりに存在する画素数（解像度）によって表示の精細度が定められる。例えば「表示領域の水平長が10 cmで水平方向画素数が1,000個」の場合と「表示領域の水平長が20 cmで水平方向画素数が2,000個」であった場合、水平方向の画面解像度は同一の10 pixels/mmとなる。
ただし、実際には、歴史上フラスコの底の形をした円形ブラウン管の直径の解像度を表した経緯から、現在でも水平長ではなく、画面外接円の直径となる、対角線の精細度として表示される。
印刷分野においてインチ単位での解像度（スクリーン線数）が用いられていたことからコンピュータ等もこの単位長さにはインチが用いられておりISO加盟国においても、解像度の単位は1インチ (= 25.4 mm) 当たりの画素数（単位は dpi: dots per inch または ppi: pixels per inch）で表示されることが多い。

## 画素密度（ピクセル密度）としての画面解像度

### 単位
ドットの物理的な並びは「ドットピッチ」、1インチの長さあたりのドット数は「dpi」と表記されるが、最近では、画面解像度をあらわす単位として印刷分野の単位と区別する目的でppiがしばしば用いられる。これは階調表現能力が異なる別の技術に、同一の単位を用いることで発生すると思われる混同を防止するためである。
例えば印刷の100 dpiとディスプレイの100 pixels/inchを同じ単位 (dpi) で表現すると、あたかも同じ表現能力であるかのような誤解を生じる。単色2値データのみで比較すると同等であるが、印刷においては網点を用いて多色・多階調を表現するため、物理的解像度は落ちてしまう（周囲のドットを利用するため）。一方、ディスプレイの画素では256階調や4096階調といった多値表示が可能であるためディスプレイの100 pixels/inchのほうが表示能力が高く情報量が多いことになる。なお、本稿においては誤解を生じる恐れがないため、dpiとppiを同じとして記載している。これは例えば1,000ピクセルの画像を100 %表示すれば1,000ドットとなることによる。

### 代表的な解像度
Classic Mac OS/macOSの場合、1984年に初代Macintoshがリリースされた後、Retinaディスプレイが登場するまでの間、画面解像度は72 dpiに統一されていた。これは、WYSIWYG設計思想の実装に基づき1ポイントを1ピクセルに相当させたためである。ディスプレイの大きさが同じならばピクセル数は一定で、本体側のソフトウェアやハードウェアでは変更できないため、拡大率を100 %にしたときディスプレイで見たままの大きさの文字や図形をプリンターにて印刷できる仕組みであった。
Microsoft Windowsの場合、Windows XPよりも前のバージョンでは、ディスプレイ解像度は96 dpiであると仮定されてきた。XPでは96 dpiおよび120 dpiの2つのDPI値と、カスタムDPI設定が導入されたが、XPのDPIスケーリングは実質的に前述2つの値で決め打ちだった。これは、下位レベルのグラフィックスAPIであるGDIの座標系が、整数にしか対応していなかったためでもある。また、ほとんどのアプリケーションはシステムのDPI設定が96 dpiであるという前提であったため、100 %の設定以外では正常に描画されないという問題もあった。Windows VistaではDesktop Window Manager (DWM) とともにDPI仮想化の技術が導入され、システムDPI認識（System DPI Aware）に対応していない（マニフェストで宣言していない）古いアプリケーションは96 dpiの仮想環境で強制的に動作させることが可能となったが、テキストの描画結果がぼやけるなどの問題が発生した。Vistaとともにリリースされた.NET Framework 3.0では、倍精度浮動小数点数によるデバイス非依存の論理ピクセルを採用したWPFが導入され、またWindows 7では単精度浮動小数点数によるデバイス非依存の論理ピクセルを採用したDirect2Dが導入されたことで、アプリケーションの高DPI対応が容易になった。Windows 7およびWindows 8では、以下のような解像度が選択肢として規定されていた。デフォルト値（既定値）は実際のハードウェアによって異なり、またハードウェアによっては表示されない選択肢もある。
- 小 - 100 % (96 dpi)
- 中 - 125 % (120 dpi)
- 大 - 150 % (144 dpi)
- 特大 - 200 % (192 dpi)
- カスタムDPI設定

Windows 8まではシステム全体で1つのDPI値しか設定できなかったが、Windows 8.1ではさらにディスプレイごとのDPI設定と認識（Per-Monitor DPI Aware）が可能となった。この機能を利用するには、アプリケーション側の対応も必要となる。
モバイルデバイス環境や4Kディスプレイなど、画面解像度（密度）は多様化する傾向にあるが、プラットフォームごとに用意された方法に従うことで、アプリケーションを様々な画面解像度に対応させることができる。

## 画素数としての画面解像度

### 画面（ディスプレイ）モード
画面モードとはディスプレイに表示される総画素数（横×縦のピクセル数）、またはそれに加えてリフレッシュレート、色深度などの値を定義したものでコンピュータの歴史上さまざまな規格が利用されてきた。
特定のコンピュータでどの画面モードが表示できるのかは、そのコンピュータに搭載されているビデオカードの性能に依存している。よって特定の画面モードを得たい場合はそのビデオカードが必要な容量のビデオメモリを搭載していることと、ディスプレイのインタフェース仕様に合致する適切な信号を生成できるものであることが条件となる。また当然であるが、その画面モードの画面解像度を表示できる能力を備えたディスプレイを用いる必要がある。ただし、表示内容を観察するためだけであればその信号を表示できるディスプレイを用いれば十分である場合もある。
画素数で示される類似のものとしては、デジタルカメラのカラー撮像装置があるが、カラー撮像装置の光感「画素」については、ディスプレイでは副画素として扱っているものを「画素」として扱い、その総数を画素数としている場合が多い。このため、仕様画素数が同じであればカラー撮像装置よりディスプレイのほうが高精細である傾向にある。例えば、カラー撮像装置の撮像「画素」が正方形のベイヤー配列ならば、通常ディスプレイのほうが4倍解像度が高い。
消費者向けカラーテレビ製品においては、画面解像度とほぼ同義語である「definition」が「画質」として呼ばれることが多いが、直訳すれば「image quality」となるように、本来なら画面解像度だけで画質が決まるわけではない。画質を左右する要素は、それぞれの画素が表示できる色数や、その再現性など、他にも多くの要素を考慮に入れる必要がある。

### 代表的な画面モードの表示総画素数

「画面解像度の通称名と総画素数」、色別に分けられた「画面の大きさの比較」とその「アスペクト比」

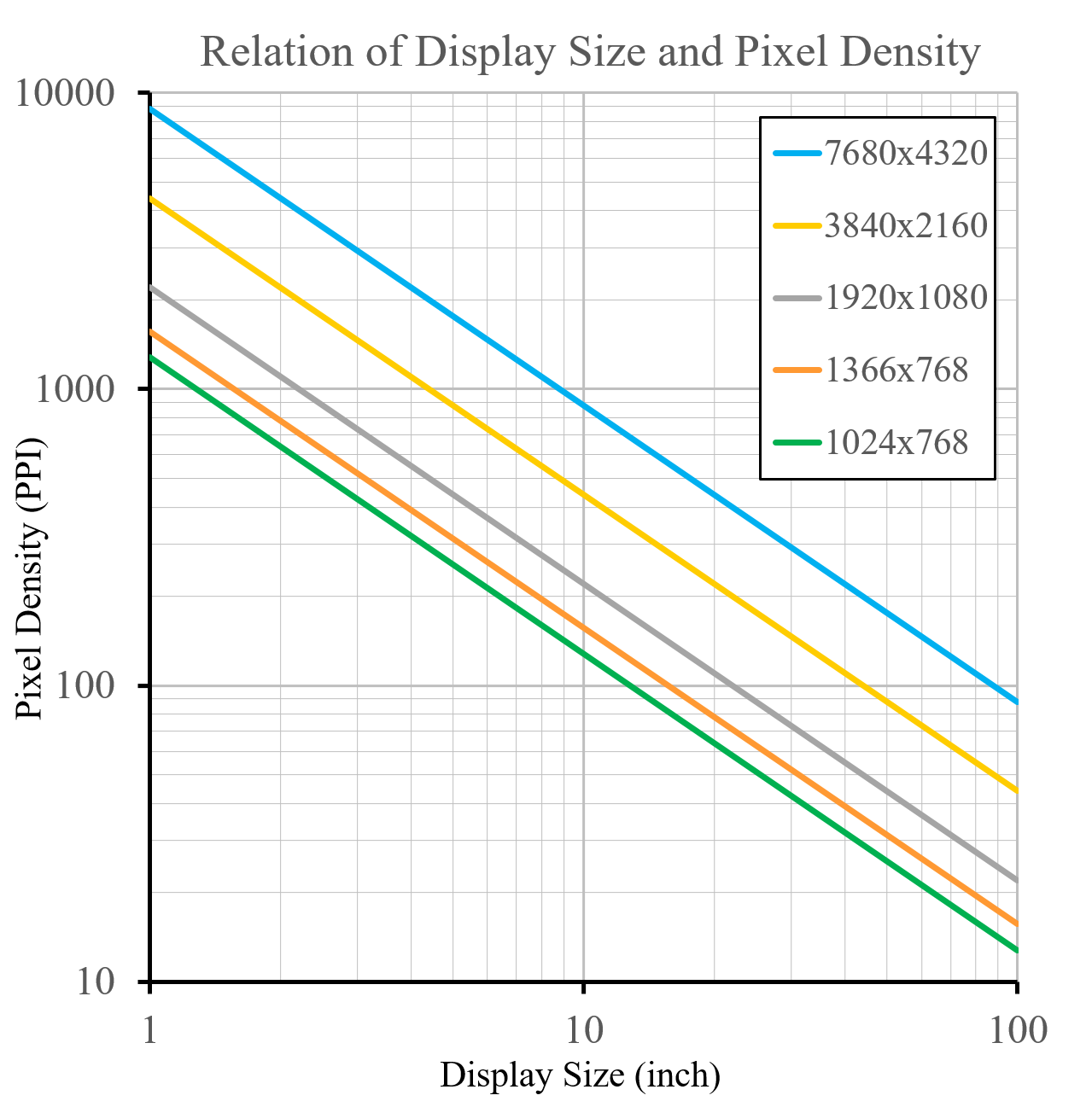
画面解像度によるサイズと画素密度の関係

以下の表はピクセル数の少ない順に画面モードの種類を並べたものである。
多くの解像度で4で割り切れる偶数が用いられるが、4で割り切れない単偶数が用いられることもある。また、アスペクト比を優先するために奇数が採用される場合もある。
「比」はピクセル数の比で、ピクセルが正方形ならば画面アスペクト比に等しいが、一部の規格（主に古い規格）はピクセルが正方形ではないので画面アスペクト比は異なる。
ピクセルが正方形ならば、画素密度による画面解像度はピタゴラスの定理から
{\displaystyle {\mbox{Resolution}}={\frac {\sqrt {{\mbox{Width}}^{2}+{\mbox{Height}}^{2}}}{\mbox{inch}}}}
で求まる。
なお、ブラウン管には表示されない領域（ブランキング期間）があるが、仕様上のインチ数は表示領域の対角長ではなく管自体の対角長となる。

#### テレビジョン放送
アナログ放送においては、各ドットが正方形ではなく長方形になっているものがほとんどであった。デジタル放送ではパソコンのモニター同様、各ドットが正方形になっている。
- SDTV
  - 480i - 走査線243本のインターレース方式。主に南北アメリカと日本周辺（有効垂直解像度480本）
  - 576i - 走査線288本のインターレース方式。主にヨーロッパ諸国（有効垂直解像度576本）
- クリアビジョン
  - 480p - 720×480 プログレッシブ方式
  - 576p - 720×576 プログレッシブ方式
- HDTV
  - HD - 1280×720 プログレッシブ方式 （有効垂直解像度720本）
  - Full HDi - 1920×1080 走査線540本のインターレース方式（有効垂直解像度1080本）
  - Full HD - 1920×1080 プログレッシブ方式（有効垂直解像度1080本）
- UHDTV
  - 4K UHDTV - 3840×2160 プログレッシブ方式
  - 8K UHDTV - 7680×4320 プログレッシブ方式

#### コンピュータ・映画
PCでは一般のアナログテレビの画面に倣った横:縦の比率4:3のもの（640×480、800×600、1024×768など）が長く使用されていたが、Windows Vistaが登場した2005年ごろからハイビジョン（国内外のデジタルテレビを含む）や映画などとの比率に近い16:10 (8:5) や16:9といった横長（ワイド）の画面が多くなっている。2016年現在、16:9のアスペクト比（1280×720、1366×768、1920×1080など）が主流である。このため、アスペクト比は、互いに素となる整数のほか、4:3または16:9に比してどのくらい違うのかという数値で表されることがおおい。インフォメーションディスプレイやスマートフォン、タブレット端末ではしばしば90度回転させて、縦横の長さが入れ替わった状態で使用される。

### 規格
| 通称                                   | 横(px) | 縦(px) | アスペクト比                               | 総画素数    | 備考 |
| -------------------------------------- | ------ | ------ | ------------------------------------------ | ----------- | --- |
| QQVGA (Quarter QVGA)                   | 160    | 120    | 4:3                                        | 19,200      | 代表例：2002年ごろまでの携帯電話 |
| QCIF (Quarter CIF)                     | 176    | 144    | 4:3                                        | 25,344      | 代表例：2003年ごろまでの携帯電話 |
| QVGA (Quarter VGA)                     | 320    | 240    | 4:3                                        | 76,800      | 代表例：2002年ごろの携帯電話、2011年2月に任天堂が発売した携帯型ゲーム機「ニンテンドー3DS」（下画面） （日本の携帯電話）2002年7月16日にNTTドコモが発売したシャープ製「SH2101V」の3.5型液晶 （日本の折りたたみ式携帯電話）2002年12月21日にJ-PHONEが発売した東芝製「J-T08」の2.2型液晶 （Android端末）2010年12月25日に日本通信が発売した「IDEOS」の2.8型液晶。 ワンセグの解像度 |
| SIF (Source Input Format)              | 352    | 240    | 4:3                                        | 84,480      | 代表例：NTSC圏のビデオCDなど |
| CGA (Color Graphics Adapter)           | 640    | 200    | 8:5 (16:10)                                | 128,000     | IBM PC, IBM PC XTのグラフィック用ビデオアダプタ。同じ解像度はPC-98/88 200ライン など。 |
| HVGA (Half VGA)                        | 480    | 320    | 3:2                                        | 153,600     | VGAの横が半分になった規格。 代表例：初代iPhone, 3G, 3GS、iPod touch（第1 - 3世代）、HT-03Aなどのスマートフォン （Android端末、液晶）2008年9月24日に発表され、2008年10月22日に発売した「T-Mobile G1 (HTC Dream) 」の3.2型 （Android端末、有機EL）2009年6月にサムスン電子が発売した「Galaxy」の3.2型 |
| Mac 9″ gray                            | 512    | 342    | 約3:2                                      | 175,104     | （一体型パソコン）Appleが発売した「Macintosh 128K」の9型モノクロCRT |
| Mac 9″ color                           | 512    | 384    | 4:3                                        | 196,608     | |
| EGA (Enhanced Graphics Adapter)        | 640    | 350    | 4:3                                        | 224,000     | IBM PC AT標準のビデオ規格。MDA, CGAの上位互換。 |
| PC-98 DCGA (Double Scan CGA)           | 640    | 400    | 8:5 (16:10)                                | 256,000     | 代表例：Apple Macintosh Portableおよび初代PowerBook、J-3100、FMR-50など |
| X68000 16bit                           | 512    | 512    | 1:1                                        | 262,144     | SHARP X68000 の65,536色カラーモードでの表示画面解像度 |
| VGA (Video Graphics Array) SD          | 640    | 480    | 4:3                                        | 307,200     | IBM PS/2で採用のビデオ規格。MDA, CGA, EGA, MCGA 上位互換。DOS/Vでサポート。単に640x480解像度の通称としても使われている。同一の解像度はAX (JEGA)など。 代表例：Mac 13インチ、初期液晶テレビ、2010年代のキッズ用デジタルカメラの高画質モード、1996年6月に任天堂が発売した据え置き型ゲーム機「NINTENDO 64」など。MUSEなどを除くアナログ放送(特にNTSC、480i)やDVDをパソコン用正方画素モニタに出力する時に一般的な解像度。(アナログテレビの規格自体はそもそもドットが正方形ではなく長方形なので、これとは解像度がやや異なる。) |
| WVGA (Wide VGA)                        | 800    | 480    | 5:3 (15:9)                                 | 384,000     | 代表例：2006年ごろの携帯電話 （Android端末、有機EL）2010年4月27日にGoogleが発売したHTC製「Nexus One」の3.7型 |
| FWVGA (Full Wide VGA)                  | 854    | 480    | 427:240 （約16:9）                         | 409,920     | 代表例：（日本の携帯電話、液晶）2007年4月23日にNTTドコモが発表した日本電気製「N904i」の3型 （Android端末、液晶）2010年1月21日にNTTドコモが発表したソニー・エリクソン製「Xperia SO-01B」の4型 |
| FWVGA++ (Full Wide VGA++)              | 960    | 480    | 2:1 (18:9)                                 | 460,800     | （日本の携帯電話、液晶）2009年5月25日にKDDIと東芝が発表した東芝製「biblio (TSY01)」の3.5型 （Android端末、液晶）2010年3月30日にKDDIが発表したシャープ製「IS01」の5型 |
| SVGA (Super-VGA)                       | 800    | 600    | 4:3                                        | 480,000     | VGA上位互換ビデオ規格の総称。日本ではDOS/V初期のハイテキスト (V-text) などでサポート。 |
| UWVGA (Ultra Wide VGA) HXGA (Half XGA) | 1024   | 480    | 32:15 （約21:9）                           | 491,520     | 代表例：1998年9月19日にソニーが発売したノートパソコン「VAIO C1 (PCG-C1)」の8.9型液晶 （日本の携帯電話、液晶）2008年10月30日にソフトバンクモバイルが発表したシャープ製「AQUOSケータイ FULLTOUCH SoftBank 931SH」の3.8型 |
| qHD (Quarter HD)                       | 960    | 540    | 16:9                                       | 518,400     | 代表例：スマートフォン （有機ELテレビ）2007年10月1日にソニーが発表した11型「XEL-1」 （Android端末、液晶）2011年5月11日にシャープが発表した「AQUOS PHONE SH-12C」の4.2型 |
| Mac 16″                                | 832    | 624    | 4:3                                        | 519,168     | |
| Mac 15″                                | 640    | 870    | 64:87 （約3:4）                            | 556,800     | |
| WSVGA (Wide Super VGA)                 | 1024   | 600    | 128:75 （約17:10）                         | 614,400     | 代表例：低価格帯ネットブック （Android端末、液晶）2010年6月21日に東芝が発表した「dynabook AZ」の10.1型。より最近の例では、Amazon製のKindle Fire 7 タブレット。 |
| DoubleVGA                              | 960    | 640    | 3:2                                        | 614,400     | HVGAの縦と横が2倍になった規格。 代表例：iPhone 4, 4s, iPod touch（第4世代） （Android端末、液晶）2010年10月4日にKDDIとシャープが発表した「IS03」の3.5型 |
| iPhone 4″                              | 1136   | 640    | 71:40 （約16:9）                           | 727,040     | 16:9より短方向が1画素多い。 代表例：iPhone 5, 5s, 5c, SE, iPod touch（第5世代） |
| UWSVGA (Ultra Wide SVGA)               | 1280   | 600    | 32:15 （約21:9）                           | 768,000     | 代表例：VAIO C1、リブレットの一部機種 |
| XGA (eXtended Graphics Array)          | 1024   | 768    | 4:3                                        | 786,432     | IBM PS/2後期のビデオ規格。8514/Aに由来し、MDA, CGA, MCGA, EGA, VGA 上位互換。単に1024x768解像度の通称としても使われている。 |
| PC-98 ハイレゾモード                   | 1120   | 750    | 112:75 （約3:2）                           | 840,000     | 他、FMR-60・70のモード |
| HD (720p)                              | 1280   | 720    | 16:9                                       | 921,600     | 欧米の第一世代のデジタル放送・デジタルテレビにおいて一般的な解像度である。代表例：2011年ごろからのスマートフォン（4インチクラス） （Android端末）2011年11月17日にGoogleが発売した「Galaxy Nexus」の4.65型有機EL |
| WXGA (Wide XGA)                        | 1280   | 768    | 5:3 (15:9)                                 | 983,040     | 代表例：B5サイズ程度のノートパソコンやネットブック （液晶ディスプレイ）2002年11月28日にバッファローが発表した17型「FTD-W17VS」 |
| XGA+                                   | 1152   | 864    | 4:3                                        | 995,328     | |
| iPhone 4.7″                            | 1334   | 750    | 667:375 （約16:9）                         | 1,000,500   | 16:9には短方向に0.375ピクセル足りない。 代表例：iPhone 6, 6s, 7 |
| Mac 21″                                | 1152   | 870    | 192:145 （約4:3）                          | 1,002,240   | Two-Page（A4判2枚を並べて表示できるサイズ） |
| WXGA (Wide XGA)                        | 1280   | 800    | 8:5 (16:10)                                | 1,024,000   | 2006年ごろからのノートパソコン（14 - 15型クラス）の主流。2009年ごろよりFWXGAへ移行。 代表例：タブレット端末 |
| FWXGA (Full-WXGA) HD                   | 1366   | 768    | 683:384 （16:9に非常に近い。16.0078125:9） | 1,049,088   | 16:9には縦方向に0.375ピクセル足りない。ピクセル数が2の20乗をわずかに超える。 代表例：低価格・小型の液晶テレビの主流(ただし4K・8K画質の衛星放送開始後は低価格・小型のフルハイビジョンテレビが増加)。2008年ごろからのノートパソコン（14 - 15型クラス）の主流(2010年代後半はローエンドを除き減少傾向)、ほかにも浴室用テレビ、液晶モニタ一体型ポータブルDVDプレイヤー、電子POPなどに見られる。 デジタルチューナー搭載液晶テレビの例：2002年9月25日にシャープが発表した37型「LC-37BT5」                                        |
| HD+                                    | 1520   | 720    | 19:9                                       | 1,094,400   | スマートフォン、6.3型液晶。「ASUS ZenFone Max (M2)」 |
| HD+                                    | 1600   | 720    | 20:9                                       | 1,152,000   | スマートフォン、6.5型液晶。「OPPO A5 2020」 |
| Ultra Wide XGA                         | 1600   | 768    | 25:12 （約21:10）                          | 1,228,800   | 代表例：2009年1月8日にソニーが発表したノートパソコン「VAIO Type P」の8型液晶 |
| QVGA (Quad VGA)                        | 1280   | 960    | 4:3                                        | 1,228,800   | |
| WXGA+ (Wide XGA+)                      | 1440   | 900    | 8:5 (16:10)                                | 1,296,000   | 2000年代初頭以降、各社ノートパソコンや、一体型パソコンの液晶で採用される。 |
| SXGA (Super XGA)                       | 1280   | 1024   | 5:4                                        | 1,310,720   | 2000年代中盤の17-20インチのディスプレイに多く採用された。 |
| HD+ WXGA++ (Wide XGA++)                | 1600   | 900    | 16:9                                       | 1,440,000   | |
| SXGA+                                  | 1400   | 1050   | 4:3                                        | 1,470,000   | 各社のノートパソコンに採用される。 |
| HD+                                    | 1792   | 828    | 約19.5:9                                   | 1,483,776   | スマートフォン、6.1型液晶。「iPhone XR、iPhone 11」 |
| WSXGA                                  | 1600   | 1024   | 25:16(約16:10)                             | 1,638,400   | |
| WSXGA+                                 | 1680   | 1050   | 8:5 (16:10)                                | 1,764,000   | 各社ノートパソコンに採用される。辺の長さが縦横ともにWUXGAとWXGA+の中間。 代表例：（液晶ディスプレイ）2003年1月28日にアップルが発表した20型「Apple Cinema Display」 |
| SXGA+ (Super XGA+)                     | 1400   | 1050   | 4:3                                        | 1,470,000   | 代表例：（ノートパソコン、液晶）2000年11月にコンパックが発売した「Armada E500」の15型 |
| WSXGA (Wide Super XGA)                 | 1600   | 1024   | 25:16 （約16:10）                          | 1,638,400   | 代表例：（ブラウン管ディスプレイ）1996年10月にソニーが発表した24型「GDM-W900」で表示可能な解像度の一つ （液晶ディスプレイ）1999年9月1日にAppleが発表した22型「Apple Cinema Display」 |
| UXGA (Ultra XGA)                       | 1600   | 1200   | 4:3                                        | 1,920,000   | 各社ノートパソコンに採用される。 |
| FHD (Full-HD, 1080p) 2K                | 1920   | 1080   | 16:9                                       | 2,073,600   | 日本の液晶テレビに多い解像度の一つであり、日本では「フルハイビジョン」の別名も多く用いられる。ピクセル数が2の21乗よりやや少ない。 （ブラウン管ディスプレイ）1996年10月にソニーが発表した24型「GDM-W900」で表示可能な解像度の一つ （液晶ディスプレイ）2008年8月26日にBenQが発表した21.5型「M2200HD」および「E2200HD」 （業務用有機ELディスプレイ）2011年2月にソニーが発売した16.5型「BVM-E170」および24.5型 「BVM-E250」 （スマートフォン、液晶）2012年7月にKDDIが発表したHTC製「HTC J butterfly (HTL21)」の5型            |
| DCI 2K                                 | 2048   | 1080   | 256:135 （約17:9）                         | 2,211,840   | 映画のデジタル撮影規格として有名。 （プロジェクタ）2006年3月にコダックが発表した「JMN3000」 |
| WUXGA (Wide Ultra-XGA)                 | 1920   | 1200   | 8:5 (16:10)                                | 2,304,000   | （ブラウン管ディスプレイ）1996年10月にソニーが発表した24型「GDM-W900」で表示可能な解像度の一つ （液晶ディスプレイ）2002年3月21日にAppleが発表した23型「Apple Cinema HD Display M8536」 （タブレット、液晶）2012年9月7日にAmazonが発表した「Kindle Fire HD 8.9」の8.9型 Panasonic の Let' note シリーズで採用。 |
| QWXGA                                  | 2048   | 1152   | 16:9                                       | 2,359,296   | （液晶ディスプレイ）2008年11月17日に日本サムスンが発表した23型「SyncMaster 2343BW」 |
| FHD+ WUXGA+                            | 1920   | 1280   | 3:2                                        | 2,457,600   | （タブレット、液晶）2015年3月31日にマイクロソフトが発表した「Surface 3」の10.8型 |
| QHD (Quad HD)                          | 2160   | 1440   | 3:2                                        | 3,110,400   | （タブレット、液晶）2014年5月にマイクロソフトが発表したタブレット「Surface Pro 3」の12型 |
| FHD+                                   | 2160   | 1080   | 18:9 (2:1)                                 | 2,332,800   | スマートフォン、5型液晶。「SONY Xperia Ace」 |
| FHD+                                   | 2280   | 1080   | 19:9                                       | 2,462,400   | スマートフォン、6.3型液晶。「ASUS ZenFone Max Pro (M2)」 |
| FHD+                                   | 2312   | 1080   | 約19.3:9                                   | 2,496,960   | スマートフォン、約6.15型液晶。「Huawei P30 lite」 |
| FHD+                                   | 2340   | 1080   | 19.5:9 (6.5:3=13:6)                        | 2,527,200   | スマートフォン、6.65型有機EL。「OPPO Reno 10x Zoom」 |
| FHD+                                   | 2520   | 1080   | 21:9                                       | 2,721,600   | スマートフォン、6.1型有機EL。「SONY Xperia 5」 |
| FHD+                                   | 2436   | 1125   | 約19.5:9                                   | 2,740,500   | スマートフォン、5.8型有機EL。「iPhone XS、iPhone 11 Pro」 |
| UltraWide FHD                          | 2560   | 1080   | 64:27=4^3:3^3 （約21:9=7:3）               | 2,764,800   | アスペクト比16:9よりも横幅が広いウルトラワイドモニターで採用される。 FHDより左右320ピクセルずつ計640ピクセル横に広い。 製品例：「（液晶ディスプレイ）2012年11月8日にLGが発表した29型「EA93」」 |
| QXGA (Quad XGA)                        | 2048   | 1536   | 4:3                                        | 3,145,728   | VGA端子の出力の規格上の最大解像度(設計上はフレームレート60Hzでは2560×1600まで表示できるが、QXGAを超える解像度でのVGAの採用はごくわずか)。 代表例：2012年3月7日にAppleが発表したタブレット「iPad (第3世代)」とそれ以降のiPad 9.7″ （ブラウン管ディスプレイ）1999年4月8日にiiyamaが発売した22型「A201H」で表示可能な解像度の一つ （液晶ディスプレイ）2001年4月18日にIBMが発表した20.8型「T210」 （プロジェクタ）2002年6月にビクターが発表した「DLA-QX1」 （ノートパソコン、液晶）2002年7月にNECが発売した「VA20S/AE」の15型 |
| MacBook 12″                            | 2304   | 1440   | 8:5 (16:10)                                | 3,317,760   | （ノートパソコン、液晶）2015年3月に発表された「MacBook」の12型。（ブラウン管ディスプレイ）2000年7月20日にソニーが発売した24型「GDM-FW900」、同社の旧モデル「GDM-W900」、およびヒューレットパッカードの「HP A7217A」で表示可能な最大の解像度 。 |
| FHD+                                   | 2688   | 1242   | 約19.5:9                                   | 3,338,496   | スマートフォン、6.5型有機EL。「iPhone XS Max、iPhone 11 Pro Max」 |
| 2K                                     | 2256   | 1504   | 3:2                                        | 3,393,024   | （液晶ディスプレイ） |
| WQHD (Wide Quad-HD),1440p              | 2560   | 1440   | 16:9                                       | 3,686,400   | 単にQHDというとこの画質を指すことも多い。画素数がHD(Full HDとは異なる)の四倍で、縦横のピクセル数は共にHDの二倍。（ノートパソコン、液晶）2013年4月18日に東芝が発表した「dynabook KIRA V832」の13.3型 （スマートフォン、液晶）2014年5月8日にKDDIとLGが発表した「isai FL LGL24」の5.5型 |
| FHD Square                             | 1920   | 1920   | 1:1                                        | 3,686,400   | （液晶ディスプレイ）2014年12月18日にEIZOが発表した26.5型「EV2730Q」 |
| WQXGA                                  | 2560   | 1600   | 8:5 (16:10)                                | 4,096,000   | （液晶ディスプレイ）2004年6月29日にアップルが発表した30型「Apple Cinema HD Display A1083」 （ノートパソコン、液晶）2012年6月12日に同社が発表した「MacBook Pro」の一部モデルの13.3型 （タブレット、液晶）2012年10月29日にGoogleが発売した「Nexus 10」の10型 |
| Full Vision QHD                        | 2880   | 1440   | 2:1 (18:9)                                 | 4,147,200   | （スマートフォン、液晶）2017年2月7日にLGが発表した「G6」 |
| Dual FHD                               | 3840   | 1080   | 32:9                                       | 4,147,200   | （液晶ディスプレイ）2019年5月にエイスースが発売した49型「ROG Strix XG49VQ」 |
| 2K Square                              | 2048   | 2048   | 1:1                                        | 4,194,304   | （液晶ディスプレイ）2008年5月1日にEIZOが航空管制市場向けに発売した28.05型「SQ2801」および「SQ2802」に搭載 |
| 2.5K QHD                               | 2520   | 1680   | 3:2                                        | 4,233,600   | （液晶ディスプレイ） |
| WQHD+                                  | 2960   | 1440   | 37:18 (18.5:9)                             | 4,262,400   | （スマートフォン、液晶）2017年3月30日にSamsungが発表した「Galaxy S8」 |
| Pixel A5                               | 2560   | 1800   | 64:45 (約:√2:1)                            | 4,608,000   | （タブレット、液晶）2015年9月30日にgoogleが発表した「Pixel C」の10.2型、A5規格用紙に近似させた |
| 3K                                     | 2880   | 1620   | 16:9                                       | 4,665,600   | （ノートパソコン、液晶）2013年12月7日にソニーが発売した「VAIO Fit 15A」の15.5型 |
| Ultra-Wide QHD (UWQHD)                 | 3440   | 1440   | 43:18 (21.5:9)                             | 4,953,600   | アスペクト比16:9よりも横幅が広いウルトラワイドモニターで採用される。 WQHDより左右440ピクセル、計880ピクセル横に広い。 （液晶ディスプレイ）2013年12月17日にLGが発表した34型および24型「UM95」 |
| Surface 12.3″                          | 2736   | 1824   | 3:2                                        | 4,990,964   | （タブレット、液晶）2015年10月6日にMicrosoftが発表したSurface Pro 4 |
| 3K (QHD+)                              | 3008   | 1692   | 16:9                                       | 5,089,536   | 4Kディスプレイの疑似解像度での表示など。 |
| QWXGA+ (Quad WXGA+)                    | 2880   | 1800   | 8:5 (16:10)                                | 5,184,000   | （ノートパソコン、液晶）2012年6月12日にAppleが発表した「MacBook Pro」の一部モデルの15.4型 |
| QSXGA (Quad SXGA)                      | 2560   | 2048   | 5:4                                        | 5,242,880   | （液晶パネル）2002年10月29日にNECが発表した20.1型 |
| iPad Pro 12.9″                         | 2732   | 2048   | 683:512 (約4:3)                            | 5,595,136   | 4:3より短方向が1画素足りない |
| QHD+ (Quad HD+) WQXGA+ 3K              | 3200   | 1800   | 16:9                                       | 5,760,000   | （液晶パネル）2013年6月にシャープが生産開始したノートPC向け14・15.6インチ （ノートパソコン、液晶）富士通が発表した「FMV UH90/L」の14型 |
| Surface 13.5″                          | 3000   | 2000   | 3:2                                        | 6,000,000   | （タブレット、液晶）2015年10月6日にMicrosoftが発表したSurface Book |
| UltraWide QHD+                         | 3840   | 1600   | 21:9 (7:3)                                 | 6,144,000   | 通常のモニターよりも横幅が広いウルトラワイドモニターで採用される。 （液晶ディスプレイ）2017年2月にLGが発売した37.5インチ「38UC99-W」 |
| UltraWide QHD+ （4K HDR）              | 3840   | 1644   | 21:9                                       | 6,312,960   | スマートフォン、6.5型有機EL。「SONY Xperia 1」 |
| Dual WQHD                              | 5120   | 1440   | 32:9                                       | 7,372,800   | （液晶ディスプレイ）2018年10月にデルが発売した49型「U4919DW」 |
| QUXGA (Quad UXGA)                      | 3200   | 2400   | 4:3                                        | 7,680,000   | （液晶ディスプレイ）2000年11月16日に東芝が発表した20.8型 |
| 4K QFHD (Quad Full-HD) UHD 4K (2160p)  | 3840   | 2160   | 16:9                                       | 8,294,400   | （業務用液晶ディスプレイ）2007年4月に東芝ライテックが発売した56型「P56QHD」 （液晶ディスプレイ）2012年11月28日にシャープが発表した32型「PN-K321」 （ノートパソコン、液晶）2014年4月に東芝が発表した「dynabook T954」の15.6型 （スマートフォン、液晶）2015年9月にソニーモバイルコミュニケーションズが発表した「Xperia Z5 Premium」の5.5型 |
| DCI 4K                                 | 4096   | 2160   | 256:135 （約17:9）                         | 8,847,360   | 2009年5月に発表されたHDMI 1.4の最大解像度。映画のデジタル撮影規格として有名。 （液晶ディスプレイ）2011年10月26日にEIZOが発売した36.4型「FDH3601」 （業務用有機ELディスプレイ）2015年2月にソニーが発売した30型「BVM-X300」 |
| WQUXGA (Wide QUXGA)                    | 3840   | 2400   | 8:5 (16:10)                                | 9,216,000   | デュアルリンク DVI-D 出力の最大解像度 （液晶ディスプレイ）2000年11月10日にIBMが発表した22型「T221」 |
| iMac Retina 4K                         | 4096   | 2304   | 16:9                                       | 9,437,184   | （一体型パソコン、液晶）2015年10月13日にAppleが発表した「iMac Retina 4Kディスプレイモデル」の21.5型 （液晶ディスプレイ）LGが2016年に発売した21.5型「22MD4KA-B」 |
| 4K+                                    | 3840   | 2560   | 3:2                                        | 9,830,400   | （液晶ディスプレイ）2022年3月18日にファーウェイが発売した「HUAWEI MateView 28 Standard Edition」 |
| DCI 4K+                                | 4096   | 2560   | 8:5 (16:10)                                | 10,485,760  | （業務用液晶ディスプレイ）2014年1月にキヤノンが発売した30型「DP-V3010」 |
| 5K                                     | 5120   | 2160   | 64:27=4^3:3^3（約21:9=7:3）                | 11,059,200  | （液晶ディスプレイ）2021年1月にデル・テクノロジーズが発売した39.7インチ「U4021QW」 |
| iMac Retina 4.5K                       | 4480   | 2520   | 16:9                                       | 11,289,600  | (一体型パソコン、液晶)2021年4月20日にAppleが発表した「新しい24インチiMac」 |
| Dual 4k                                | 7680   | 2160   | 32:9                                       | 16,558,800  | （液晶ディスプレイ）2024年9月にエイサーが発売した57.1型「U4021QW」 |
| 5K UHD+                                | 5120   | 2880   | 16:9                                       | 14,745,600- | 縦横のドット数がWQHDの2倍になった規格であり、qHDの5倍(＝FHDの2.5倍)ではない。縦横の長さが4Kの5/4倍よりも大きい4/3倍になっている。 （一体型パソコン、液晶）2014年10月17日にAppleが発表した「iMac Retina 5Kディスプレイモデル」の27型 （液晶ディスプレイ）2014年11月27日にデルが発表した27型「UP2715K」 |
| 6K XDR(Extreme Dynamic Range)          | 6016   | 3384   | 16:9                                       | 20,358,144  | 2019年6月3日にAppleが発表したMac Pro用の32型「Pro Display XDR」 |
| 8K FUHD (4320p) スーパーハイビジョン   | 7680   | 4320   | 16:9                                       | 33,177,600  | （業務用液晶ディスプレイ）2014年6月にアストロデザインが発売した98型 2014年9月に発表されたVESA DisplayPort 1.3規格最大解像度。 （液晶ディスプレイ）2015年9月16日にシャープが発表した85型「LV-85001」 |
| 8K                                     | 8192   | 4320   | 256:135 （約17:9）                         | 35,389,440  | （プロジェクタ）2009年5月に日本ビクターが発表 |
| 10K                                    | 10240  | 4320   | 64:27 （約21:9）                           | 44,236,800  | 2017年1月に発表されたHDMI 2.1の最大解像度。上下方向のピクセル数は8Kテレビと同一である一方、左右方向のピクセル数が多くなっている。その結果、縦横比がHD/Full-HD/4K/8Kと比べてさらに横長で、シネスコープに近い。 |
| 16K                                    | 15360  | 4320   | 32:9                                       | 66,355,200  | 2019年4月に16Kディスプレイをソニービジネスソリューションが納入。 |
| 16K                                    | 15360  | 8640   | 16:9                                       | 132,710,400 | 2019年6月に発表されたDisplayPort2.0の最大解像度。 |